# Harzé
Harzé est une section de la commune belge d'Aywaille, située en Wallonie dans la province de Liège.
C'était une commune à part entière avant la fusion des communes de 1977.

## Toponymie
Le nom de la localité est attesté sous les formes Harenzey en 1064 ; Harenzeis vers 1131 ; Hariseis en 1150 ; Harseez en 1332 ; Harsée au XVe siècle ; Harsé au XVIIe siècle ; Harzé à partir du XVIIIe siècle.[réf. nécessaire]
Il s’agit d’une formation toponymique gallo-romaine en -(i)acum, suffixe d’origine celtique localisant à l’origine, puis marquant la propriété. Certaines formes anciennes montrent qu'il a été employé à l’accusatif pluriel -(i)acas comme dans la terminaison la plus courante -ies. 
Harenzey peut représenter *Harinsiacum « maison de Harinso » (A. Polet-Harzé) ou *Harintsiacas « propriété de Harintso », Harinso / Harintso étant un anthroponyme germanique.

## Géographie
Harzé est situé à la limite de l'Ardenne et de la Calestienne.
Harzé est bordé par Aywaille (n) - Awan (n) - Xhoris (n.o) - Ernonheid (s.o) - Werbomont (s) - Lorcé (e) et Stoqueu (n.e).
Le village est arrosé par 3 ruisseaux :
- le Wayai qui alimentait un moulin et ses affluents : le Rixhon- le Pré Jean Colette- le Stordeux- le Pré au fourneau ou ruisseau des fées- le Loupgueule ou Laid Trou et le Pré Matray. (bassin de l'Amblève) ;
- le ruisseau de la Heid Copin, cours supérieur de la Lambrée et ses affluents : le Paradis et le Pouhon (bassin de l'Ourthe) ;
- le ruisseau de l'Hermiterie (bassin fermé - chantoir).

On y dénombre de nombreux chantoirs principalement à l'ouest du village comme le chantoir de l'Hermiterie dans lequel le petit ruisseau éponyme se perd ou encore les quatre chantoirs de Pirombœuf.

### Hameaux
L'ancienne commune de Harzé compte plusieurs hameaux et lieux-dits : Houssonloge, Havelange, Paradis, Le Tige, L'Hermiterie, Pironbœuf, Pavillonchamps, Grand-Mont, Petit-Mont, Priestet , Fy, Trou de Bosson, Pouhon, Fond de la Ville et Gibet de Harzé.
L'altitude varie entre environ 220 m au nord de la localité et environ 440 m au sud (thier du Pouhon).

## Démographie
- Sources:INS, Rem:1831 jusqu'en 1970=recensements, 1976= nombre d'habitants au 31 décembre

## Histoire
Depuis le Moyen Âge et jusqu'en 1795, les villages d'Aywaille et Harzé formaient une enclave du Duché de Luxembourg et dépendaient du quartier de Durbuy.
En 1795, sous le régime français, Harzé a fait partie du département de l'Ourthe.

## Liste des bourgmestres de 1830 à 1977
- Joseph Bonmariage, de 1958 à 1977, (PLP).

## Patrimoine et culture

### Patrimoine architectural

#### Le château de Harzé
La façade du château constitue un exemple remarquable du style Renaissance mosane, avec ses arcades en plein cintre sur colonnes toscanes et ses fenêtres à triples meneaux.
Propriété de la province de Liège depuis 1973, le château est devenu un centre de séminaires résidentiels. Ses anciennes dépendances abritent le Musée de la Meunerie et de la Boulangerie.

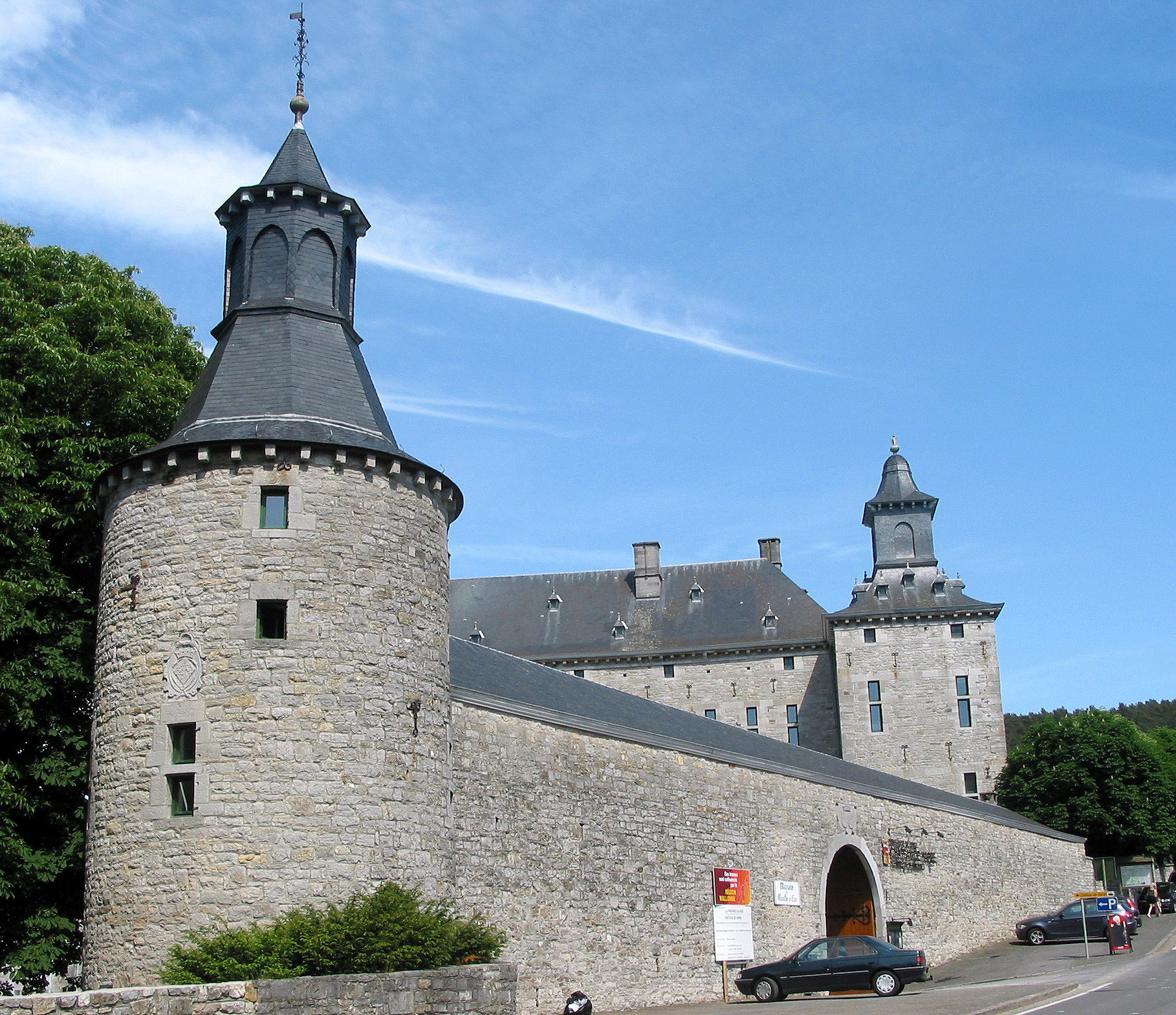
Le château (XVI - XVIII).

#### Autre patrimoine
L'église Saint-Jacques a été édifiée en pierre calcaire entre 1876 et 1879 dans un style néo-roman. Elle se trouve en retrait de la voirie derrière une entrée grillagée. À droite de l'église, au no 17 de la route de Bastogne, l'ancien presbytère en brique sur haut soubassement en blocs calcaires date de 1763.
L'ancien moulin de Harzé se situe sur la rive droite du Wayai à environ 200 m en contrebas de l'église aux nos 21/22 de la rue du Moulin. Cet ancien moulin banal, jadis propriété  des seigneurs de Harzé, est déjà mentionné au XVIe siècle. En 1703, le meunier Gérard de Houssonloge acquiert le moulin au comte d'Eynatten afin de le reconstruire. Il est réalisé en pierre calcaire et en grès. La roue à aubes actuelle a été mise en place en 1968.
Le village possède de nombreuses anciennes habitations et fermettes en pierre calcaire souvent bâties au cours du XVIIIe siècle et du XIXe siècle. Parmi celles-ci, l'imposante demeure située au no 4 de la rue du Chaffour, réalisée en pierre calcaire blanchie date du XVIIIe siècle.
À environ 2 km à l'ouest du village, le long de la route menant à Xhoris, la ferme de Pironbœuf est une ferme en carré dont le corps de logis a été construit aux alentours de l'an 1700.

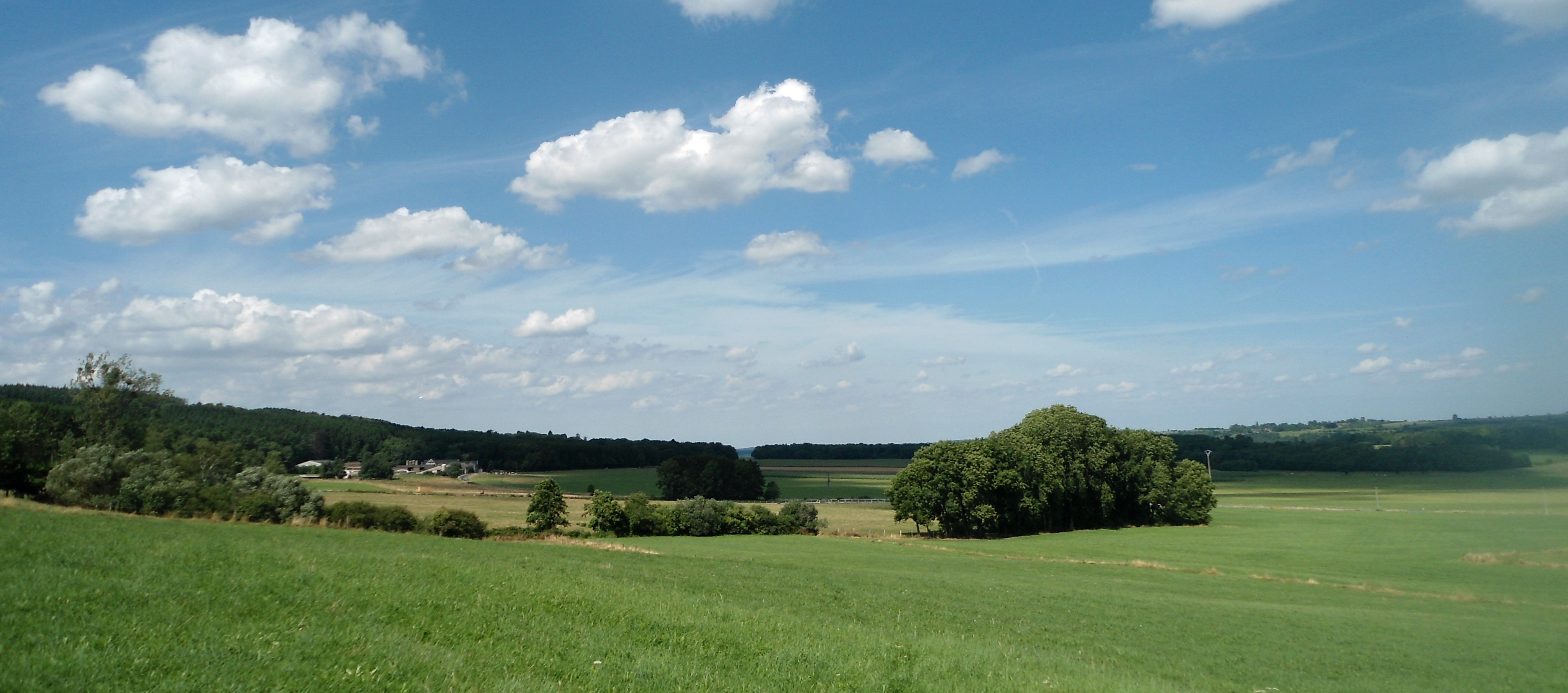
Les chantoirs de Pironboeuf.